# Naval Monument de Brest
Pour les articles homonymes, voir Tour Rose.
Le Naval Monument, plus couramment appelé la Tour rose, est un mémorial américain érigé dans les années 1930 cours Dajot à Brest pour rappeler l'action de la marine américaine en Europe pendant la Première Guerre mondiale. Détruit par les Allemands pendant l'Occupation, il fut reconstruit à l'identique en 1958. Il est inscrit au titre des Monuments historiques depuis juillet 2015.

## Histoire
L'US Navy fut active dans le conflit depuis l'entrée en guerre des États-Unis le 6 avril 1917 et la création de l'American Expeditionary Force (AEF) - le corps expéditionnaire américain qu'elle convoya en Europe - jusqu'au rapatriement des derniers soldats américains en 1919, plusieurs mois après l'Armistice. L'American Battle Monuments Commission (ABMC, créée en 1923) décida donc d'ériger un mémorial pour commémorer cette action de la Marine américaine dans les eaux européennes. Brest fut choisi car le port breton était le quartier-général des forces navales américaines en Europe pendant la guerre et le principal lieu de débarquement et de réembarquement des troupes américaines. Ainsi le SS Léviathan, alors plus grand bateau à vapeur au monde, desservait uniquement le port breton et sur les 2 millions de membres de l'AEF, plus de 700 000 arrivèrent par Brest. C'est également via Brest que le président des États-Unis, Woodrow Wilson, arriva en Europe en 1919.
La tour fut conçue par l'architecte de Chicago Howard Van Doren Shaw (en) mais à la suite de son décès, elle fut construite par son associé Ralph Milman, de 1930 à 1932, et inaugurée en 1937. Elle fait partie de la douzaine de monuments américains commémoratifs construits en Europe pendant l'entre-deux guerres par l'ABMC présidée par le général Pershing qui avait commandé le corps expéditionnaire américain pendant le conflit.

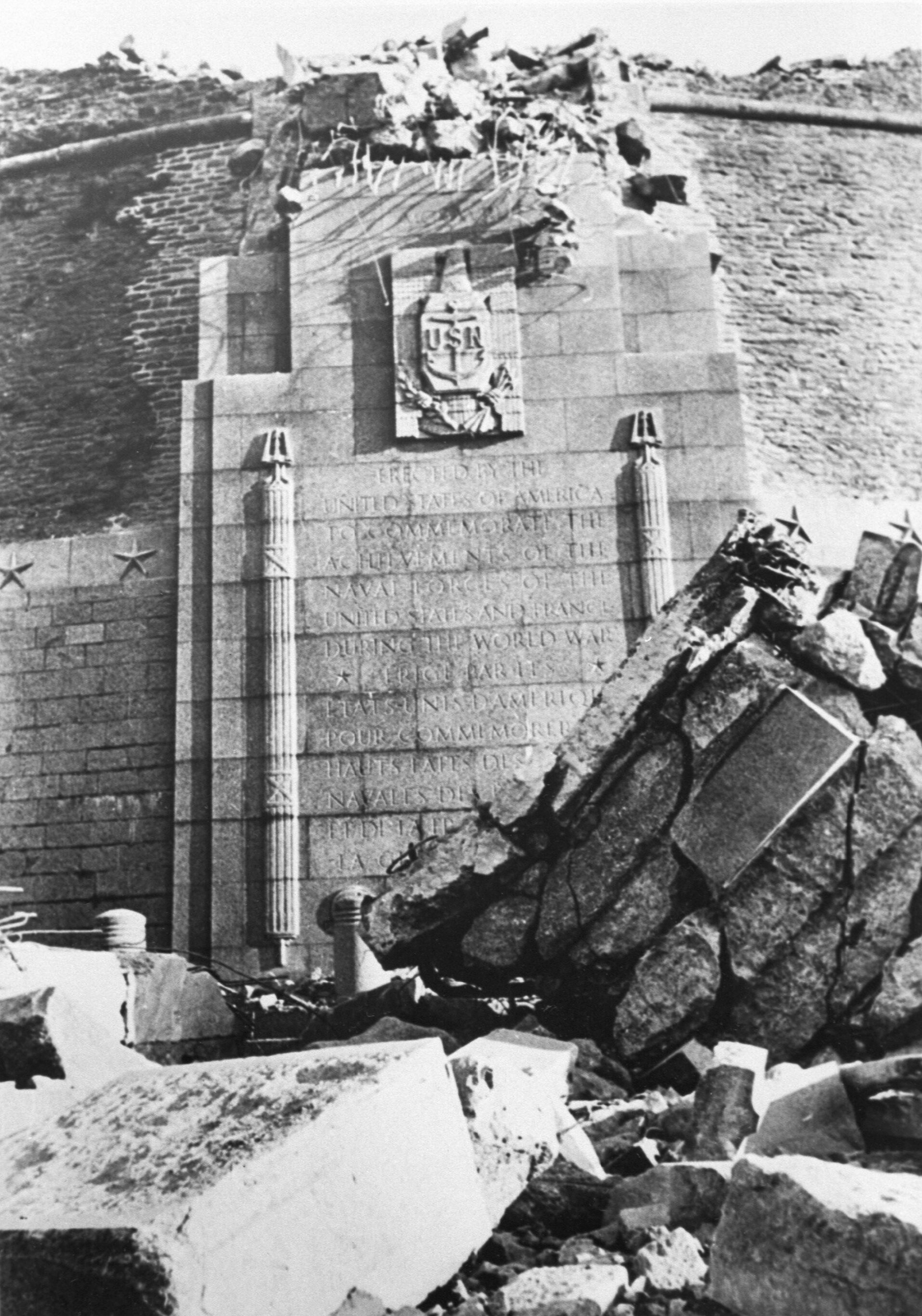
Destruction du Naval Monument

La tour fut détruite par l'armée allemande, pendant l'Occupation, le 4 juillet 1941, jour anniversaire de l'indépendance des États-Unis (les États-Unis n'étaient alors pas encore en guerre contre le Troisième Reich, ce qui n'interviendra qu'en décembre 1941). Les Allemands construiront un bunker à son emplacement. Début septembre 1944, alors que les Alliés ont libéré une bonne partie de la France et de la Belgique, le général Pershing, toujours à la tête de l'ABMC, s'inquiéta auprès du général Eisenhower, alors chef des troupes alliées occidentales, de l'état des cimetières et monuments que l'ABMC avait construits. Le 11 septembre, Eisenhower lui répondit : « Je suis heureux de vous rapporter que selon nos rapides premières enquêtes, les monuments et cimetières de guerre américains construits sous votre supervision personnelle, sont intacts et non endommagés. ». Mais ce courrier a été écrit une semaine avant la libération de Brest, Eisenhower ignorait alors la destruction du Naval Monument. La puissance occupante allemande avait affirmé, pour des raisons de propagande, que le monument avait été détruit par un raid aérien de la Royal Air Force. Mais selon l'officier de renseignement américain, le lieutenant-colonel Paul Krznarich chargé de l'enquête, « Selon de nombreux civils français, il a été rapporté de façon crédible et fiable, que des préparatifs à une démolition du monument ont été menés par les Allemands et que cette démolition fut ensuite mise en œuvre durant un raid de nuit de la RAF. ». Le but de cette destruction pouvait être de priver de repère les aviateurs britanniques qui se servaient de la tour et du phare du Portzic comme alignement pour leurs bombardements.
Après-guerre, en 1958, la tour fut reconstruite à l'identique par Ralph Milman, sur le bunker, légèrement décalée par rapport à son emplacement initial, et inaugurée le 16 juillet 1960, en présence de Michel Debré alors Premier ministre du général De Gaulle.
À l'été 2015, le monument a fait l'objet d'une rénovation importante pour un montant de 200 000 € (nettoyage des pierres, rejointoiement complet, entretien de la toiture et mise en conformité du paratonnerre).
Le mémorial a été inscrit au titre des monuments historiques le 27 juillet 2015. L'inscription comprend la tour et son soubassement, l'esplanade, le jardin et le bunker.

## Caractéristiques
Situé à peu près au milieu du cours Dajot, reposant à flanc du rempart dominant le port de commerce, le mémorial se compose d'une tour carrée en granite rose de 44 mètres de hauteur (depuis la plus basse terrasse) soit 30,5 mètres (100 pieds) depuis le cours. Devant se trouve une esplanade et un jardin public. L'ensemble est propriété du gouvernement fédéral des États-Unis mais ne bénéficie pas de l'extraterritorialité. 

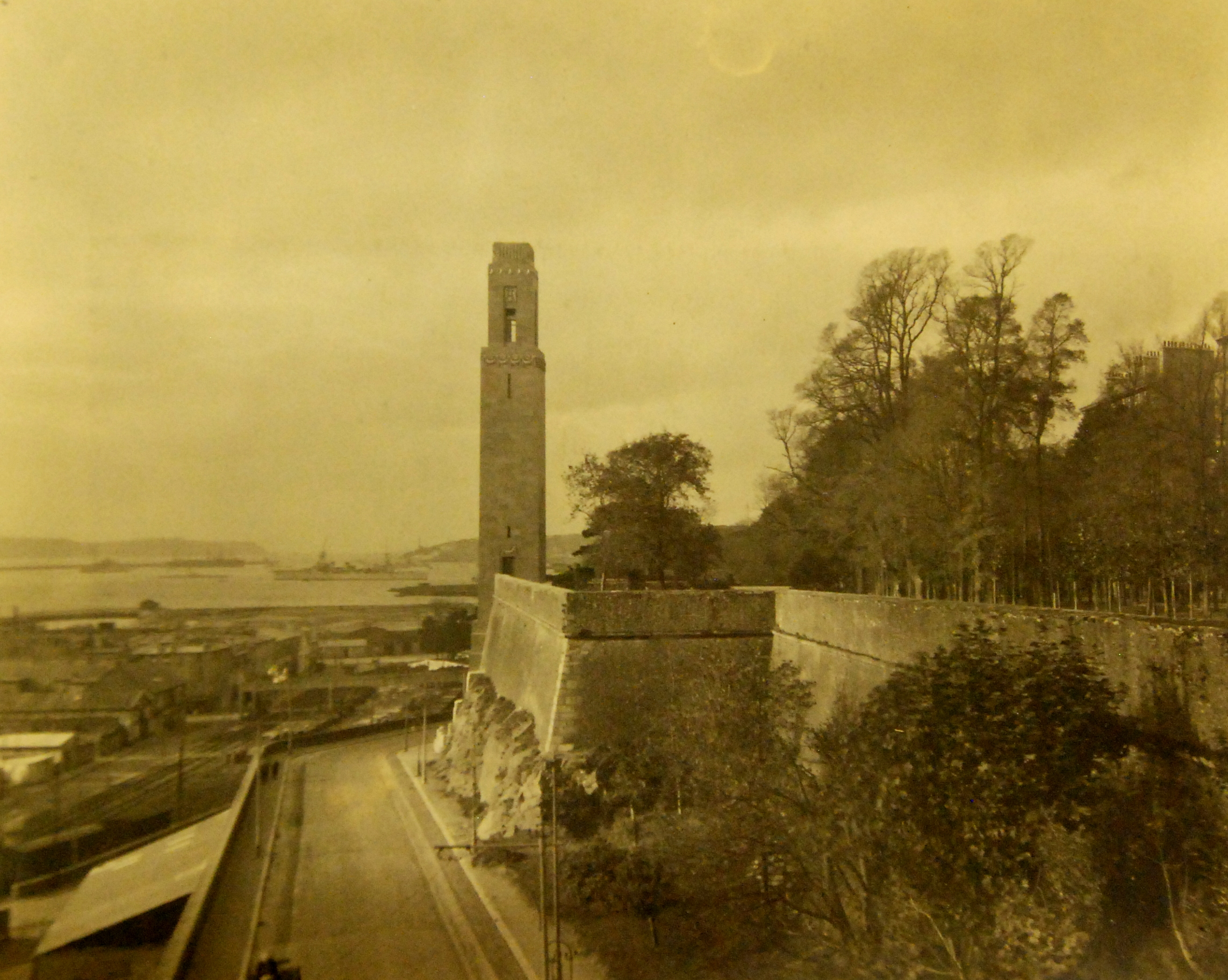
Naval Monument à Brest en 1923

À sa base, sur ses côtés nord-ouest (côté esplanade) et sud-est (côté avenue Salaun Penquer) est inscrit, en anglais et en français : 
« ERECTED BY
THE UNITED STATES OF AMERICA TO
COMMEMORATE THE
ACHIEVEMENTS OF
THE NAVAL FORCES
OF THE UNITED STATES
AND FRANCE DURING
THE WORLD WAR
    * * * * *    
ERIGE PAR LES ETATS-
UNIS D'AMERIQUE
POUR COMMEMORER
LES HAUTS FAITS
 DES FORCES NAVALES
DES ETATS-UNIS ET DE
 LA FRANCE PENDANT
 LA GUERRE MONDIALE
M C M X V I I I ».
Des bas-reliefs aux motifs maritimes et œuvres du sculpteur américain John Storrs (en) ornent les quatre côtés.
À l'intérieur de la tour, non ouverte au public, un escalier permet d'accéder à une petite plateforme à une trentaine de mètres de hauteur. L'intérieur ne présente pas d'intérêt particulier sauf une lettre d'Eisenhower, écrite alors qu'il était président des États-Unis (1953-1961) au moment de l'inauguration de sa reconstruction, qui y est déposée.
Le monument est la propriété du gouvernement fédéral américain et géré par l'American Battle Monuments Commission et c'est le cimetière militaire américain de Saint-James (dans le sud du département de la Manche) qui est chargé de son entretien (l'ABMC gère l'ensemble des monuments et cimetières militaires américains, mais à l'étranger, c’est à chaque fois au cimetière militaire américain le plus proche de s’occuper de l'entretien des monuments).